# 金线吊乌龟
金线吊乌龟（学名：Stephania cepharantha）是防已科千金藤属的植物。分布于台灣本島以及中国大陆的贵州、广东、四川、西南、广西、西北、江苏、陕西、浙江等地，多生于村边、林缘、石缝、石灰岩地区、旷野和石砾中，目前尚未由人工引种栽培。

## 别名
金线吊蛤蟆（浙江） 独脚乌桕（广东） 铁秤砣（江西） 白药（江西、广西） 玉咲葛藤（台湾）

## 异名
- Stephania tetrandra S. Moore var. glabra Maxim.

## 外部連結
- 青藤堿 Sinomenine （页面存档备份，存于） 中草藥化學圖像數據庫 (香港浸會大學中醫藥學院) （中文）（英文）